# Sjöred
Sjöred är en herrgård i Ulricehamns kommun.
Herrgården är byggd på mitten av 1800-talet. Sjöred är författarinnan Birgit Th Sparres barndomshem och kallas Stjärnö i hennes romansvit Gårdarna runt sjön.
Sjöreds anor går tillbaka till 1600-talet, då ägorna var uppdelade i fyra gårdar. På 1840-talet slogs gårdarna ihop och köptes av Carl Carlsson Sparre och hans son Carl George Sparre från Vimmerby. Carl George gifte sig med prästdottern Signe Thomaeus från Gällstad. De adopterade Birgit 1904. Birgit och hennes mor sålde Sjöred 1920 när Carl George Sparre dog. De byggde då Åsundsholm, en villa i herrgårdsstil ett stenkast från Sjöred. Sjöred tillhörde Ingemar Stenmark några år från 1997. Gården ägs idag av familjen Gunnardo. 